# Загорновская волость
Загорновская волость — волость в составе Бронницкого уезда Московской губернии. Существовала до 1929 года. Центром волости было село Малышево.
По данным 1919 года в Загорновской волости было 6 сельсоветов: Бисеровский, Загорновский, Кузнецовский, Малышевский, Плоскининский, Юровский.
До 1929 года никаких административных преобразований в волости не происходило.
По данным 1926 года в Бисеровский с/с входило с. Бисерово; в Загорновский — с. Загорново, Дарки-Михаило-Архангельский погост, будка 52 км Московско-Казанской железной дороги, будка 53 км Московско-Казанский железной дороги; в Кузнецовский — д. Кузнецово; в Малышевский — с. Малышево, Никольский погост, Загорновский агропункт, п. станции Бронницы, лесопильный завод; в Плоскининский — д. Плоскинино, Дарки-Дмитрия-Солунского погост, лесной кордон; в Юровский — д. Юрово, будка 57 км Московско-Казанский железной дороги, Юровская лечебница.
В ходе реформы административно-территориального деления СССР в 1929 году Загорновская волость была упразднена.